# The Game Awards 2021
The Game Awards 2021 (сокр. TGA 2021) — восьмая по счёту ежегодная церемония награждения The Game Awards, отмечающая достижения в индустрии компьютерных игр и киберспорта. Мероприятие прошло 9 декабря 2021 года в Microsoft Theater, Лос-Анджелес, США; ведущим, как и в прошлые года, выступил Джефф Кили.
Игрой года стала It Takes Two; лидерство по числу полученных наград разделили Forza Horizon 5 и It Takes Two — обе игры заработали по три премии. Deathloop стала лидером по числу номинаций — 9 номинаций в 8 категориях.

## Шоу
Несмотря на то, что онлайн-формат, в котором была проведена церемония 2020 года, получил положительные отзывы, и организатору Джеффу Кили предлагали аналогично поступить в 2021 году, Кили посчитал, что «[в 2020 году] не хватало энергии победителей, получающих награды в прямом эфире, и реакции зрителей». Церемонию The Game Awards 2021 было решено провести на концертной площадке Microsoft Theater в Лос-Анджелесе, где выставки TGA традиционно проводились до пандемии COVID-19, с живой аудиторией, полностью набранной по приглашениям. Шоу транслировалось через более чем 40 стриминговых платформ по всему миру. К выставке были приурочены распродажи во множестве цифровых магазинов на различных платформах.
Также была организована трансляция в виртуальной среде Axial Tilt через платформу Core Games, доступную в магазине Epic Games Store. В рамках трансляции посетителям предлагается выбрать трёхмерного аватара (например, героя компьютерной игры), чтобы от его лица смотреть шоу, принимать участие в интерактивных событиях и соревноваться с другими участниками в мини-играх. Джефф Кили отметил, что в 2021 году была представлена лишь первая версия виртуальной церемонии, однако у него большие планы на развитие метавселенной, среди которых — стенды от разработчиков и демонстрационные версии компьютерных игр.
В 2021 году The Game Awards заключила партнёрское соглашение с компанией Spotify, ставшей «эксклюзивным аудио-стриминговым партнёром» церемонии. Джефф Кили записал для Spotify подкаст «Inside The Game Awards», состоящий из 4 эпизодов, в которых он рассказал о новостях, касающихся церемонии и объявил номинантов.
Для вручения ряда наград были приглашены актёры Киану Ривз с Керри-Энн Мосс и Симу Лю, а также бывший президент Nintendo of America Реджи Фис-Эме. Джефф Кили заранее подчеркнул, что на церемонии не будет представителей Activision Blizzard — это решение было принято на фоне скандала о домогательствах в компании. Также на шоу традиционно были приглашены музыканты — Стинг с песней «What Could Have Been» из мультсериала «Аркейн» и группа Imagine Dragons, которая совместно с Дарреном Корбом и Эшли Барретт из Supergiant Games исполнила мэшап из песен «Enemy» и «Build the Wall» из саундтрека Bastion. Кроме того, отказ от онлайн-формата позволил вернуть на сцену The Game Awards Orchestra под руководством дирижёра Лорном Балфом, который в 2021 году не только исполнял музыку между награждениями и трейлерами, но и участвовал в анонсе новых игр.
Шоу смотрело в прямом эфире 85 миллионов человек, что на 2,35 % превысило результат прошлого года.

### Анонсы
По задумке Джеффа Кили, около половины церемонии должно быть посвящено либо вообще не анонсированным, либо почти не показывавшимся ранее играм. Кили пообещал, что на шоу «так или иначе» представят 40—50 игр, и 4—5 показанных проекта «будут на уровне трейлера Elden Ring».
Новые анонсы для ранее анонсированных или выпущенных игр были сделаны для A Plague Tale: Requiem, Babylon’s Fall, Chivalry 2, CrossFire X, Cuphead: The Delicious Last Course, Destiny 2: The Witch Queen, Evil West, Fall Guys: Ultimate Knockout, Final Fantasy VII Remake Intergrade, Forspoken, Genshin Impact, Homeworld 3, Horizon Forbidden West, The King of Fighters XV, LOST ARK, Monster Hunter: Rise, Senua’s Saga: Hellblade II, Somerville, Suicide Squad: Kill the Justice League, Tchia, Tunic и Warhammer: Vermintide 2. Среди новых игр, анонсированных на церемонии:
- Alan Wake 2
- Among Us VR
- Arc Raiders
- Dune: Spice Wars
- The Expanse: A Telltale Series
- Have a Nice Death
- Persona 4 Arena Ultimax
- Planet of Lana
- Nightingale
- Rumbleverse
- Slitterhead
- Sonic Frontiers
- Star Trek: Resurgence
- Star Wars Eclipse
- The Texas Chainsaw Massacre
- Thirsty Suitors
- Warhammer 40,000: Space Marine 2
- Wonder Woman

Помимо традиционных анонсов новых игр, в шоу 2021 года были включены анонсы, посвящённые смежным проектам, таким как фильмы и сериалы по игровым вселенным. Так, в рамках церемонии вышел проект The Matrix Awakens — техническое демо на Unreal Engine 5, созданное как часть маркетинговой кампании фильма «Матрица: Воскрешение» в рамках сотрудничества съёмочной группы и компании Epic Games. Кроме того, в рамках выставки были представлены первые трейлеры сериала по Halo и фильма «Соник в кино 2».

## Награды
Номинации были объявлены 16 ноября 2021 года в рамках трансляции; сразу по завершении неё открылось зрительское голосование. За первые сутки проголосовало 7 миллионов зрителей, что стало рекордным показателем для церемонии. Абсолютным лидером по числу номинаций стала игра Deathloop, попавшая в список номинантов девять раз (с учётом категории «Лучшая актёрская игра», на которую были выдвинуты два актёра озвучки Deathloop).
Победители определяются смешанным голосованием среди жюри (с весом 90 %) и зрителей (с весом 10 %), которое проводится на официальном сайте и через ряд социальных платформ, таких как «Твиттер» и Discord. Кроме того, было запущено голосование на лучшую игру по версии зрителей, которое проходит в три этапа: на первом этапе зрители отбирают 10 игр из 30 кандидатов, отобранных жюри; на втором этапе из 10 игр выбирают 5; на третьем из оставшихся пяти выбирают лучшую. Первый этап начался 2 декабря 2021 года; второй и третий этап были назначены на 6 и 7 декабря соответственно. Всего в голосовании приняло участие 23,2 миллиона зрителей.
Игрой года стала It Takes Two; лидерство по числу полученных наград разделили Forza Horizon 5 и It Takes Two — обе игры заработали по три премии. Игрой года по версии игроков стала Halo Infinite.

### Игры
| Игра года Победитель: - It Takes Two Номинанты: - Deathloop - Metroid Dread - Psychonauts 2 - Ratchet & Clank: Rift Apart - Resident Evil Village                           | Лучшая игровая режиссура Победитель: - Deathloop Номинанты: - It Takes Two - Psychonauts 2 - Ratchet & Clank: Rift Apart - Returnal |
| Лучшая поддерживаемая игра Победитель: - Final Fantasy XIV Номинанты: - Apex Legends - Call of Duty: Warzone - Fortnite - Genshin Impact                                    | Лучшее игровое повествование Победитель: - Guardians of the Galaxy Номинанты: - Deathloop - It Takes Two - Life Is Strange: True Colors - Psychonauts 2 |
| Лучшее визуальное оформление Победитель: - Deathloop Номинанты: - Kena: Bridge of Spirits - Psychonauts 2 - Ratchet & Clank: Rift Apart - The Artful Escape                 | Лучший саундтрек Победитель: - Nier Replicant ver.1.22474487139… Номинанты: - Cyberpunk 2077 - Deathloop - Guardians of the Galaxy - The Artful Escape |
| Лучшее звуковое оформление Победитель: - Forza Horizon 5 Номинанты: - Deathloop - Ratchet & Clank: Rift Apart - Resident Evil Village - Returnal                            | Лучшая актёрская игра Победитель: - Мэгги Робертсон в роли леди Димитреску — Resident Evil Village Номинанты: - Джейсон Е. Келли в роли Кольта Вана — Deathloop - Озиома Акагха в роли Джулианны Блэйк — Deathloop - Эрика Мори в роли Алекс Чэнь — Life Is Strange: True Colors - Джанкарло Эспозито в роли Антона Кастильо — Far Cry 6 |
| Наибольшее социальное влияние Победитель: - Life Is Strange: True Colors Номинанты: - Before Your Eyes - Boyfriend Dungeon - Chicory: A Colorful Tale - No Longer Home      | Лучшая независимая игра Победитель: - Kena: Bridge of Spirits Номинанты: - Death’s Door - Inscryption - Loop Hero - Twelve Minutes |
| Лучшая мобильная игра Победитель: - Genshin Impact Номинанты: - Fantasian - Future Revolution - League of Legends: Wild Rift - Pokémon Unite                                | Лучшая VR/AR-игра Победитель: - Resident Evil 4 Номинанты: - Hitman 3 - Lone Echo II - I Expect You to Die 2 - Sniper Elite VR |
| Лучшая экшен-игра Победитель: - Returnal Номинанты: - Back 4 Blood - Chivalry 2 - Deathloop - Far Cry 6                                                                     | Лучшая приключенческая экшен-игра Победитель: - Metroid Dread Номинанты: - Guardians of the Galaxy - Psychonauts 2 - Ratchet & Clank: Rift Apart - Resident Evil Village |
| Лучшая ролевая игра Победитель: - Tales of Arise Номинанты: - Cyberpunk 2077 - Monster Hunter: Rise - Scarlet Nexus - Shin Megami Tensei V                                  | Лучший файтинг Победитель: - Guilty Gear Strive Номинанты: - Demon Slayer: Kimetsu no Yaiba – The Hinokami Chronicles - Melty Blood: Type Lumina - Nickelodeon All-Star Brawl - Virtua Fighter 5 Ultimate Showdown |
| Лучшая семейная игра Победитель: - It Takes Two Номинанты: - Mario Party Superstars - New Pokémon Snap - Super Mario 3D World + Bowser’s Fury - WarioWare: Get It Together! | Лучший симулятор или стратегия Победитель: - Age of Empires IV Номинанты: - Evil Genius 2: World Domination - Humankind - Inscryption - Microsoft Flight Simulator |
| Лучшая спортивная/гоночная игра Победитель: - Forza Horizon 5 Номинанты: - F1 2021 - FIFA 22 - Hot Wheels Unleashed - Riders Republic                                       | Лучшая многопользовательская игра Победитель: - It Takes Two Номинанты: - Back 4 Blood - Knockout City - Monster Hunter: Rise - New World - Valheim |
| Лучший дебют инди-разработчика Победитель: - Kena: Bridge of Spirits Номинанты: - Sable - The Artful Escape - The Forgotten City - Valheim                                  | Лучшая поддержка сообщества Победитель: - Final Fantasy XIV Номинанты: - Apex Legends - Destiny 2 - Fortnite - No Man’s Sky |
| Контент-мейкер года Победитель: - Dream Номинанты: - Лезли Энн «Fuslie» Фу - Алешандре «Gaules» Борба - Ибай «Ibai» Лланос - Дэвид Кановаз «TheGrefg» Мартинез              | Инновация в сфере доступности Победитель: - Forza Horizon 5 Номинанты: - Far Cry 6 - Guardians of the Galaxy - Ratchet & Clank: Rift Apart - The Vale: Shadow of the Crown |
| Самая ожидаемая игра Победитель: - Elden Ring Номинанты: - God of War: Ragnarök - Horizon Forbidden West - Starfield - сиквел The Legend of Zelda: Breath of the Wild       | Голос игроков Победитель: - Halo Infinite Номинанты (3-й тур): - Forza Horizon 5 - It Takes Two - Metroid Dread - Resident Evil Village |

### Киберспорт
| Лучшая киберспортивная дисциплина Победитель: - League of Legends Номинанты: - Call of Duty - Counter-Strike: Global Offensive - Dota 2 - Valorant                                                                                        | Лучший киберспортсмен Победитель: - Александр «S1mple» Костылев (Counter-Strike: Global Offensive) Номинанты: - Крис «Simp» Лер (Call of Duty) - Магомед «Collapse» Халилов (Dota 2) - Тайсон «Tenz» Нго (Valorant) - Хо «ShowMaker» Су (League of Legends)                  |
| Лучшая киберспортивная команда Победитель: - Natus Vincere (Counter-Strike: Global Offensive) Номинанты: - Atlanta FaZe (Call of Duty) - DWG KIA (League of Legends) - Sentinels (Valorant) - Team Spirit (Dota 2)                        | Лучший киберспортивный тренер Победитель: - Ким «kkOma» Чон Гюн (League of Legends) Номинанты: - Андрей «B1ad3» Городенский (Counter-Strike: Global Offensive) - Андрей «Engh» Шолохов (Valorant) - Джеймс «Crowder» Краудер (Call of Duty) - Айрат «Silent» Газиев (Dota 2) |
| Лучшее киберспортивное мероприятие Победитель: - 2021 League of Legends World Championship Номинанты: - PGL Major Stockholm 2021 - PUBG Mobile Global Championship 2020 - The International 10 - Valorant Champions Tour: Stage 2 Masters | |

## Игры с наибольшим количеством номинаций и наград
| Номинаций | Игра                         |
| --------- | ---------------------------- |
| 9         | Deathloop                    |
| 6         | It Takes Two                 |
| 6         | Ratchet & Clank: Rift Apart  |
| 5         | Psychonauts 2                |
| 5         | Resident Evil Village        |
| 4         | Forza Horizon 5              |
| 4         | Guardians of the Galaxy      |
| 3         | The Artful Escape            |
| 3         | Far Cry 6                    |
| 3         | Kena: Bridge of Spirits      |
| 3         | Life Is Strange: True Colors |
| 3         | Metroid Dread                |
| 3         | Returnal                     |
| 2         | Apex Legends                 |
| 2         | Back 4 Blood                 |
| 2         | Cyberpunk 2077               |
| 2         | Final Fantasy XIV            |
| 2         | Fortnite                     |
| 2         | Genshin Impact               |
| 2         | Inscryption                  |
| 2         | Monster Hunter: Rise         |
| 2         | Valheim                      |

| Наград | Игра                    |
| ------ | ----------------------- |
| 3      | Forza Horizon 5         |
| 3      | It Takes Two            |
| 2      | Deathloop               |
| 2      | Final Fantasy XIV       |
| 2      | Kena: Bridge of Spirits |

## Критика
Некоторые журналисты посчитали, что номинация «Игра года» незаслуженно обделила вниманием Forza Horizon 5 и Returnal. Мэттью Бёрд из Den of Geek раскритиковал отсутствие The Forgotten City в номинации «Лучшее игровое повествование», Unpacking в «Лучшей независимой игре», а также посчитал, что номинация Cyberpunk 2077 на «Лучшую ролевую игру» и Far Cry 6 на «Лучшую экшен-игру» была незаслужена. Джош Каулсон из TheGamer посчитал, что The Forgotten City, Lost Judgment и MLB The Show 21 не получили должного внимания, а Киану Ривз заслуживал номинации за роль Джонни Сильверхенда в Cyberpunk 2077. Рачел Кейсер из VentureBeat, напротив, похвалил репрезентативность номинаций на лучшую актёрскую игру.

## Комментарии
1. ↑  Полный список номинантов на начало первого раунда: Apex Legends, Battlefield 2042, Call of Duty: Warzone, Death’s Door, Deathloop, Destiny 2, Final Fantasy XIV Online, Fortnite, Forza Horizon 5, Genshin Impact, GTA Online, Guardians of the Galaxy, Halo Infinite, Hitman 3, Inscryption, It Takes Two, Kena: Bridge of Spirits, League of Legends, Life Is Strange: True Colors, Little Nightmares II, Metroid Dread, Monster Hunter Rise, Neo: The World Ends with You[англ.], New World, Psychonauts 2, Ratchet & Clank: Rift Apart, Resident Evil Village, Returnal, Shin Megami Tensei V, Valorant[26]. Жирным выделены номинанты, прошедшие во второй раунд голосования[27].